# Toledo Maroons

Logo de Toledo Maroons

Los Toledo Maroons fue un equipo profesional de Fútbol americano con sede en Toledo, Ohio en la National Football League en 1922 y 1923. Antes de unirse a la NFL, los Maroons jugaron en la "Ohio League" a partir de 1902 hasta 1921.

## Historia

### Orígenes
Los Maroons se originó como un equipo de fútbol semi-profesional conocido como 'Toledo Athletic Association, en 1902. La Asociación formaron los Toledo Maroons en 1906 como un equipo de la granja para los adolescentes que más tarde podría pasar a jugar para el equipo senior de la Asociación. Sin embargo, en 1908, la Asociación se vio obligado a disolver después de que los propietarios del Armory Park, donde el equipo jugó, ya no quería el campo arrancado de grapas. A pesar del revés, Maroons siguió jugando en otros campos. Antes de 1909, los antiguos adolescentes eran adultos, sigue jugando fútbol organizado, y comenzaron a jugar contra oponentes numerosos aficionados y semi-profesionales desde fuera del área.
A partir de 1915, los cimarrones jugaban contra otros equipos fuertes, incluyendo dichos futuros equipos de la NFL como Columbus Panhandles, los Dayton Gym Cadets (más tarde conocido como Dayton Triangles), y Cincinnati Celts.

### NFL
Cuando la American Professional Football Association se organizó en 1920, Toledo eligió seguir siendo un equipo independiente. Sin embargo, en 1922, los Maroons se unieron a la liga, ahora denominada National Football League.
Maroons terminó cuarto con un registro de 5-2-2 esa temporada, y luego con 3-3-2 en 1923. La asistencia era pobre en Toledo, por lo que la franquicia se trasladó a Kenosha, Wisconsin, y se retiró de la liga después de un registro de 0-4-1 en 1924. Los Maroons corrió hasta un récord 5-2-2 en su primera temporada de 1922. Sin embargo, el nivel de competencia era sospechoso. Marca combinada de sus oponentes fue sólo 7-23-2. Los cimarrones programados rivales fáciles de nuevo en 1923 y terminó esta temporada en 3-3-2. Sin embargo, fueron destruidas 28-0 en el último partido de la temporada contra los Canton Bulldogs.
Después de que terminó la temporada 1923, la liga ordenó al equipo transferir o suspender las operaciones. Los jugadores y el personal del equipo tuvieron tiempo sé trasladarse a Kenosha, Wisconsin para jugar como los Kenosha Maroons para la temporada 1924. Sin embargo, no existe evidencia concluyente de que la franquicia de Toledo fue oficialmente transferida a Kenosha.

## Temporadas
| Año  | V | D | E | Resultado       | Entrenador(es) |
| ---- | - | - | - | --------------- | -------------- |
| 1910 | 4 | 1 | 0 | 9.º Ohio League |                |
| 1911 | 7 | 2 | 1 | 6.º Ohio League |                |
| 1912 | 4 | 3 | 0 | 7.º Ohio League |                |
| 1913 | 8 | 1 | 1 | 3.º Ohio League |                |
| 1914 | 7 | 2 | 0 | 4.º Ohio League |                |
| 1915 | 7 | 2 | 2 | 5.º Ohio League |                |
| 1916 | 8 | 3 | 1 | 7.º Ohio League |                |
| 1917 | 3 | 7 | 0 | 7.º Ohio League |                |
| 1918 | 0 | 2 | 0 | 2.º Ohio League |                |
| 1919 | 4 | 2 | 2 | 5.º Ohio League |                |
| 1920 | 1 | 3 | 0 | ?               |                |
| 1922 | 5 | 2 | 2 | 4.º             | Guil Falcon    |
| 1923 | 3 | 3 | 2 | 11.º            | Guil Falcon    |